# Binnenalster-Verordnung
Die Binnenalster-Verordnung der Hansestadt Hamburg vom 3. Mai 1949 beruht auf § 2 der Verordnung über Baugestaltung vom 10. November 1936 (Reichsgesetzblatt I Seite 938). Sie regelt per Gesetz für alle Straßenzüge im nahen Umkreis der Binnenalster die baulichen Anforderungen und den Einsatz von Licht.

## Bauliche Anforderungen
- Das Hauptgesims liegt rund 24 m über Straßenhöhe.
- ein Staffelgeschoss über dem Hauptgesims, wobei der Rücksprung des Staffelgeschosses von der Frontwand mindestens 80 cm betragen muss
- sichtbares Steildach ohne Dachaufbauten über dem Staffelgeschoss
- heller Naturstein oder weißer, hellgrauer oder weißfarbig gebrochener Putz für die Außenwände
- graue oder kupfergrüne Dachdeckung
- Es darf keine farbig wirkende oder spiegelnde Fensterverglasung verwendet werden.
- Kein Bauteil darf höher als 35 m sein.

## Einsatz von Licht
- Werbemittel und Lichtzeichen müssen sich auf das Erdgeschoss, das erste Obergeschoss und das zweite Obergeschoss beschränken.
- Das Licht muss weiß sein.

## Fundstelle
- HmbBL I 21301-c